# Mark Midler
Mark Petrovič Midler (in russo Марк Петрович Мидлер?; Mosca, 24 settembre 1931 – 31 maggio 2012) è stato uno schermidore sovietico, vincitore di due medaglie d'oro nella scherma ai giochi olimpici.